# Iguanodectes polylepis
Iguanodectes polylepis är en fiskart som beskrevs av Géry, 1993. Iguanodectes polylepis ingår i släktet Iguanodectes och familjen Characidae. Inga underarter finns listade i Catalogue of Life.